# ماريا كول
ماريا كول (بالإنجليزية: Maria Cole)‏ هي مغنية أمريكية، ولدت في 1 أغسطس 1922 في بوسطن في الولايات المتحدة، وتوفيت في 10 يوليو 2012 في بوكا راتون في الولايات المتحدة بسبب سرطان.

## وصلات خارجية
- ماريا كول على موقع IMDb (الإنجليزية)
- ماريا كول على موقع ميوزك برينز (الإنجليزية)
- ماريا كول على موقع ميوزك برينز (الإنجليزية)
- ماريا كول على موقع أول ميوزيك (الإنجليزية)
- ماريا كول على موقع ديسكوغز (الإنجليزية)
- ماريا كول على موقع ديسكوغز (الإنجليزية)
- ماريا كول على موقع قاعدة بيانات الفيلم (الإنجليزية)